# Гадяцький полк
Гадяцький полк — адміністративно-територіальна і військова одиниця Війська Запорозького Городового (Гетьманщини). Полкові центри — міста Зіньків та Гадяч (з 1672 року).

## Історія
Ще восени 1648 року формація з 12 сотень під проводом Яреми Хмеленка (1648) та Кіндрата Бурлія (1648—1649) брала участь у визвольній війні. Втім після Зборівського реєстру ці сотні увійшли до складу Полтавського полку.
Гадяч на той час разом з околицями був ранговою маєтністю гетьманів складаючи у 1649—1662 роках Гадяцьку волость. Саме в цьому місті знаходився генеральний скарб війська та свого часу було укладено Гадяцьку угоду.
Як територіально-адміністративна одиниця полк, з центром у Зінькові, у 1662 році був створений Якимом Сомком задля посилення Лівобережного Гетьманату. 1672 полковий центр перемістили до Гадяча. У гадяцькому полку був найбільший комплекс маєтків, який називали Гадяцьким ключем або Гадяцьким замком.
У 1687 р. після Коломацького перевороту козаки Гадяцького полку вбили полкового осавула Кияшка і деяких інших старшин.
Під час реорганізації особовий склад 9 сотень було переведено на формування Сіверського полку.
Станом на 1781 рік — три сотні Гадяцькі, три Опішнянські, три Зіньківські, дві Комишанські, дві Ковалівські, Веприцька, Грунська, Куземинська, Рашівська і Лютенська. На території полку знаходилось 11 містечок і 971 село. У цьому ж році полк анексовано урядом Російської імперії, а його територія увійшла до складу Чернігівського намісництва.